# Жестоки хора
„Жестоки хора“ (на английски: The Violent Men) е уестърн на режисьора Рудолф Мате, който излиза на екран през 1955 година, с участието на Глен Форд, Барбара Стануик и Едуард Г. Робинсън.

## Сюжет
Едрият земевладелец Лу Уилкинсън си мечтае да стане собственик на цялата долина. Пречи му само ранчото и земите на Париш. На Париш са му предложени пари, но цената е ниска. За да мисли по-бързо, някой си Матлок убива един от работниците на Париш. След среща с шерифа, Париш разбира, че не може да разчита на закона и обявява война на Лу Уилкинсън.

## В ролите
| Актьор             | Роля            |
| ------------------ | --------------- |
| Глен Форд          | Джон Париш      |
| Барбара Стануик    | Марта Уилкисън  |
| Едуард Г. Робинсън | Лу Уилкисън     |
| Даян Фостър        | Джудит Уилкисън |
| Брайън Кит         | Коул Уилкисън   |
| Мей Уин            | Каролайн Вейл   |
| Уорнър Андерсън    | Джим Макклауд   |
| Базил Руйсдаел     | Текс Хинкълман  |
| Лита Милан         | Елена           |
| Ричард Джейкил     | Уейд Матлок     |